# UFJつばさ証券
UFJつばさ証券株式会社（UFJつばさしょうけん、英文名称:UFJ Tsubasa Securities Co., Ltd.）は、かつて存在した準大手証券会社である。登記上の商号はユーエフジェイつばさ証券株式会社。株式会社UFJホールディングス（現・三菱UFJフィナンシャル・グループ）の子会社。

## 沿革

### つばさ証券
旧ユニバーサル証券
- 1948年（昭和23年）4月23日 - 東邦証券株式会社として設立。
- 1948年（昭和23年）5月 - 商号を東光證券株式会社に変更。
- 1972年（昭和47年） - 丸栄証券株式会社と合併。
- 1984年（昭和59年）10月 - 大和証券投資信託販売株式会社と合併し、商号をユニバーサル証券株式会社に変更。
- 1988年（昭和63年）10月 - ユニバーサル投信株式会社設立。
- 1989年（平成元年）4月 - 東京証券取引所、大阪証券取引所および名古屋証券取引所の第二部に上場。

旧太平洋証券
- 1931年（昭和6年）- 小柳正治商店として創業。
- 1944年（昭和19年）- 小柳證券株式会社に改組。
- 1985年（昭和60年）4月 - 小柳證券株式会社、大福証券株式会社、山一證券投信委託販売株式会社と合併し、商号を太平洋証券株式会社に変更。

旧東和証券
- 1947年（昭和22年） - 設立。

旧第一證券
- 1937年（昭和12年）- 角〆商会として創業。
- 1938年（昭和13年）- 第一証券株式会社に改組。

つばさ証券発足後
- 2000年（平成12年）4月1日 - ユニバーサル証券株式会社、太平洋証券株式会社、東和証券株式会社、第一証券株式会社が合併し、商号をつばさ証券株式会社に変更。

### UFJキャピタルマーケッツ証券
- 1994年（平成6年）10月19日 - 三和証券株式会社設立。
- 1995年（平成7年）1月24日 - 東海インターナショナル証券株式会社設立。
- 2001年（平成13年）7月1日 - 三和証券株式会社が東海インターナショナル証券株式会社を合併し、商号をUFJキャピタルマーケッツ証券株式会社（登記上はユーエフジェイキャピタルマーケッツ証券株式会社）に変更。

### UFJつばさ証券
- 2002年（平成14年）6月1日 - つばさ証券株式会社がUFJキャピタルマーケッツ証券株式会社を合併し、商号をUFJつばさ証券株式会社（登記上はユーエフジェイつばさ証券株式会社）に変更。
- 2004年（平成16年） - UFJ証券株式会社への商号変更を発表。後に三菱東京フィナンシャル・グループとの経営統合が持ち上がり、統合が行われた際の影響（商号の再変更）を考慮し、商号変更を中止。
- 2005年（平成17年）10月1日 - 三菱証券株式会社と被合併し消滅、三菱UFJ証券株式会社（現・三菱UFJ証券ホールディングス）となる。この合併により「つばさ」が名前から消える[1]。

## CM
小柳証券時代に同じ小柳と言う事で、小柳トム(ブラザートム)をテレビにて放映。また太平洋証券に改組後はイルカをイメージキャラクターに起用し、COME COME EVERIBODY!と呼びかけていた。
つばさ証券時代からUFJつばさ証券時代にかけてはテレビCMを放映していた。
つばさ証券時代には日本テレビ系列の情報番組「ズームイン!!朝!」のスポンサーを務めており、2000年 - 2001年にかけて、ギリシャ神話のイカロスをモチーフとした、背中に翼が付いた男が敵に壁際へと追い詰められるが、天窓から翼を使って飛び立てば逃げられるシチュエーションで翼を使わず、その場で降参してしまう。あるいは民話「鶴の恩返し」（夕鶴）で、よひょうに機織りをしているのを覗かれた鶴が、飛び立たずに歩いて去っていく。そしてそれぞれ「なぜつばさを使わないんだ」という駄洒落で締めるCMが放映されていた。
UFJつばさ証券になってからのCMではカンヌ国際広告祭で2003年に「パートナー・テニス編」で銅賞、2004年には「パートナー・忍者編」で銀賞を受賞している。テレビ朝日系列の『日曜洋画劇場』のスポンサーも務めた。